# James Dickey (baloncestista)
James L. Dickey III (Raleigh, Carolina del Norte, 28 de noviembre de 1996) es un jugador de baloncesto estadounidense. Con 2,08 metros de estatura, juega en la posición de ala-pívot en las filas del Pelita Jaya de la IBL de Indonesia.

## Trayectoria deportiva

### Universidad
Es un ala-pívot formado en la Universidad de Carolina del Norte en Greensboro, en la que jugaría durante cuatro temporadas, disputando la NCAA con los UNC Greensboro Spartans de 2016 hasta 2020. Promedió en total 7,8 puntos y 8,2 rebotes por partido.

### Profesional
Tras no ser elegido en el Draft de la NBA de 2020, en la temporada 2020-21 se marcha a Hungría para debutar como profesional en las filas del SZTE-Szedeák de la Nemzeti Bajnokság I/A, en el que promedia 12.83 puntos en 35 partidos disputados.
El 7 de julio de 2021, firma por el BG 74 Göttingen de la Basketball Bundesliga.
Tras dejar el equipo alemán en noviembre, el 28 de ese mes fichó por el Hapoel Haifa B.C. de la Ligat ha'Al israelí.
El 2 de julio de 2022, firmó contrato con el JL Bourg Basket de la Pro A francesa, club en el que jugaría hasta el mes de octubre del mismo año.
El 5 de noviembre de 2022, se compromete con el BC Prometey de la Latvian-Estonian Basketball League.
El 3 de agosto de 2023 fichó por el Alba Fehérvár de la NB I/A húngara.